# NGC 6493
NGC 6493 é uma galáxia espiral barrada (SBcd) localizada na direcção da constelação de Draco. Possui uma declinação de +61° 33' 34" e uma ascensão recta de 17 horas, 50 minutos e 22,5 segundos.
A galáxia NGC 6493 foi descoberta em 5 de Junho de 1885 por Lewis A. Swift.